# 青龙镇 (奉节县)
青龙镇，是中华人民共和国重庆市奉节县下辖的一个乡镇级行政单位。

## 行政区划
青龙镇下辖以下地区：
柑坪社区、大窝社区、苟家社区、海坝村、东相村、红阳村、竹柏村、覃家村、黄坪村、发祥村、上庄村和康营村。